# قالب نان

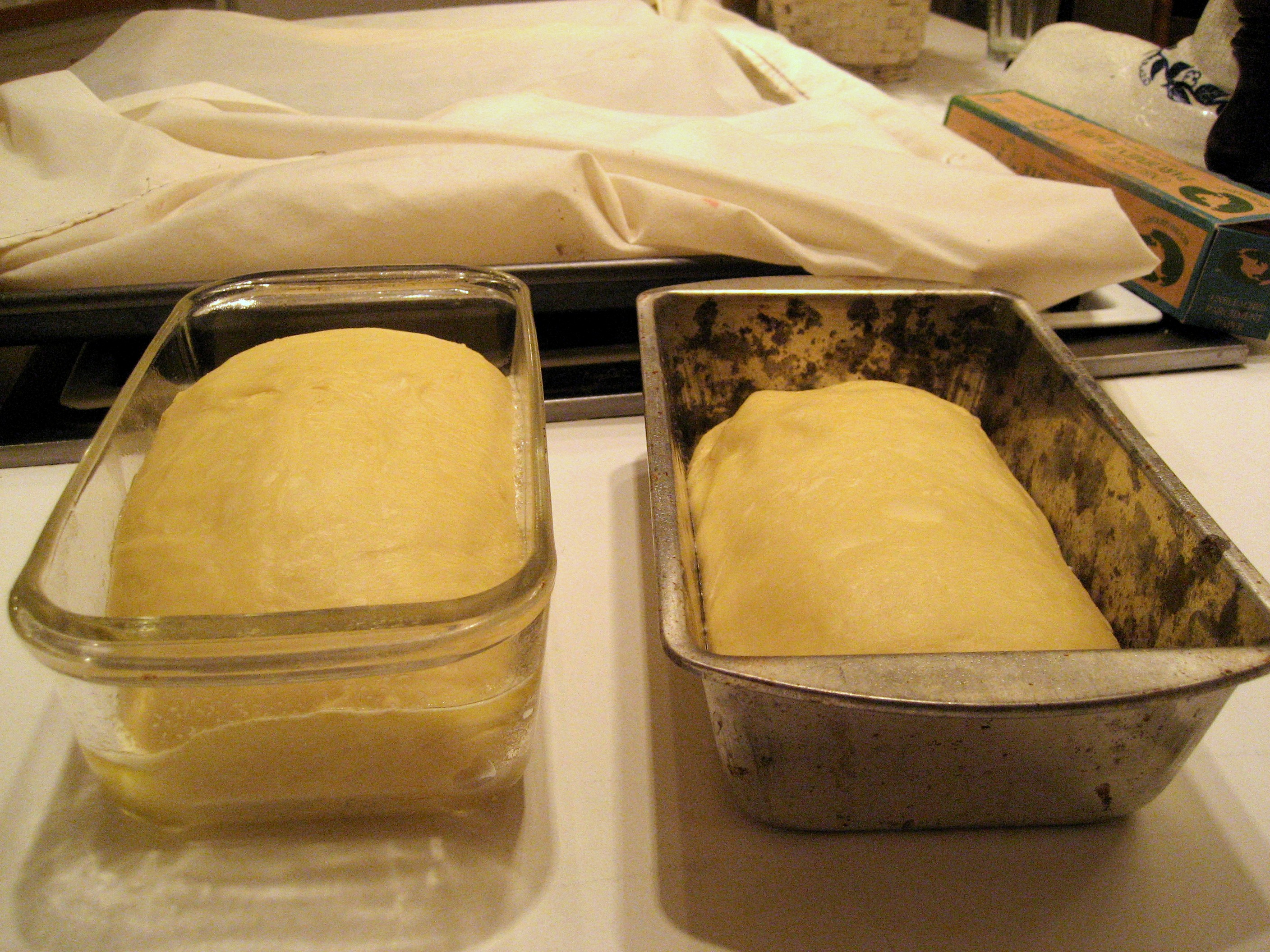
صاف کردن خمیر خالا در قالب نان شیشه ای و فلزی

قالب نان که به آن تابه نان نیز می‌گویند، یک وسیله آشپزخانه به شکل ظرفی است که در آن نان می‌پزند. عملکرد آن شکل‌دادن به نان در هنگام پخت است. رایج‌ترین شکل تابه نان، قرصی شکل یا مستطیل باریک است که شکلی مناسب را برای امکان برش یکنواخت فراهم می‌کند. قالب نان از یک ماده رسانش مانند فلز ساخته می‌شود که ممکن است با یک پوشش نچسب آغشته شده باشد. همچنین می‌تواند از شیشه مقاوم در برابر حرارت، سرامیک یا نوع خاصی از کاغذ ساخته شود که به خمیر می‌چسبد اما پس از پخته شدن به راحتی از آن جدا می‌شود. تابه‌های نان در طرح‌ها و اندازه‌های مختلف یافت می‌شوند که نه تنها برای پخت نان، بلکه برای پختن کیک و پودینگ نیز امکانات مختلفی را در اختیار نانوا قرار می‌دهند.
انواع نان‌هایی که معمولاً در قالب نان پخت می‌شوند شامل نان‌های ساندویچی، بریوش، خالا و نان کشمشی است.

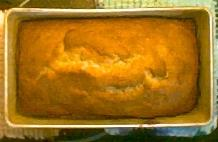
یک قرص کیک موزی که در یک قالب قرار گرفته است
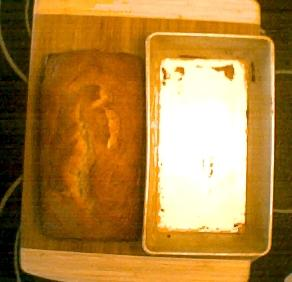
همان قرص کیک موزی که از قالب جدا شده است. توجه کنید که چگونه شکل خود را حفظ می‌کند.